# قلقاس (روستا)
قلقاس (به لاتین: Qalqas) یک روستا در دولت فلسطین است که در استان الخلیل واقع شده‌است. قلقاس ۱٬۱۴۹ نفر جمعیت دارد.